# Flughafen Kefalonia

i7
i11
i13
Der Flughafen Kefalonia „Anna Pollatou“ (engl. Kefalonia Airport, (IATA-Code: EFL, ICAO-Code: LGKF)) ist der internationale Flughafen der griechischen Insel Kefalonia und liegt südöstlich der Inselhauptstadt Argostoli bei der Ortschaft Milies. Der Flughafen wird nur für die zivile Luftfahrt benutzt. Neben einer Linienverbindung nach Athen wird er vor allem in den Sommermonaten von Charterfluggesellschaften angeflogen.

## Geschichte

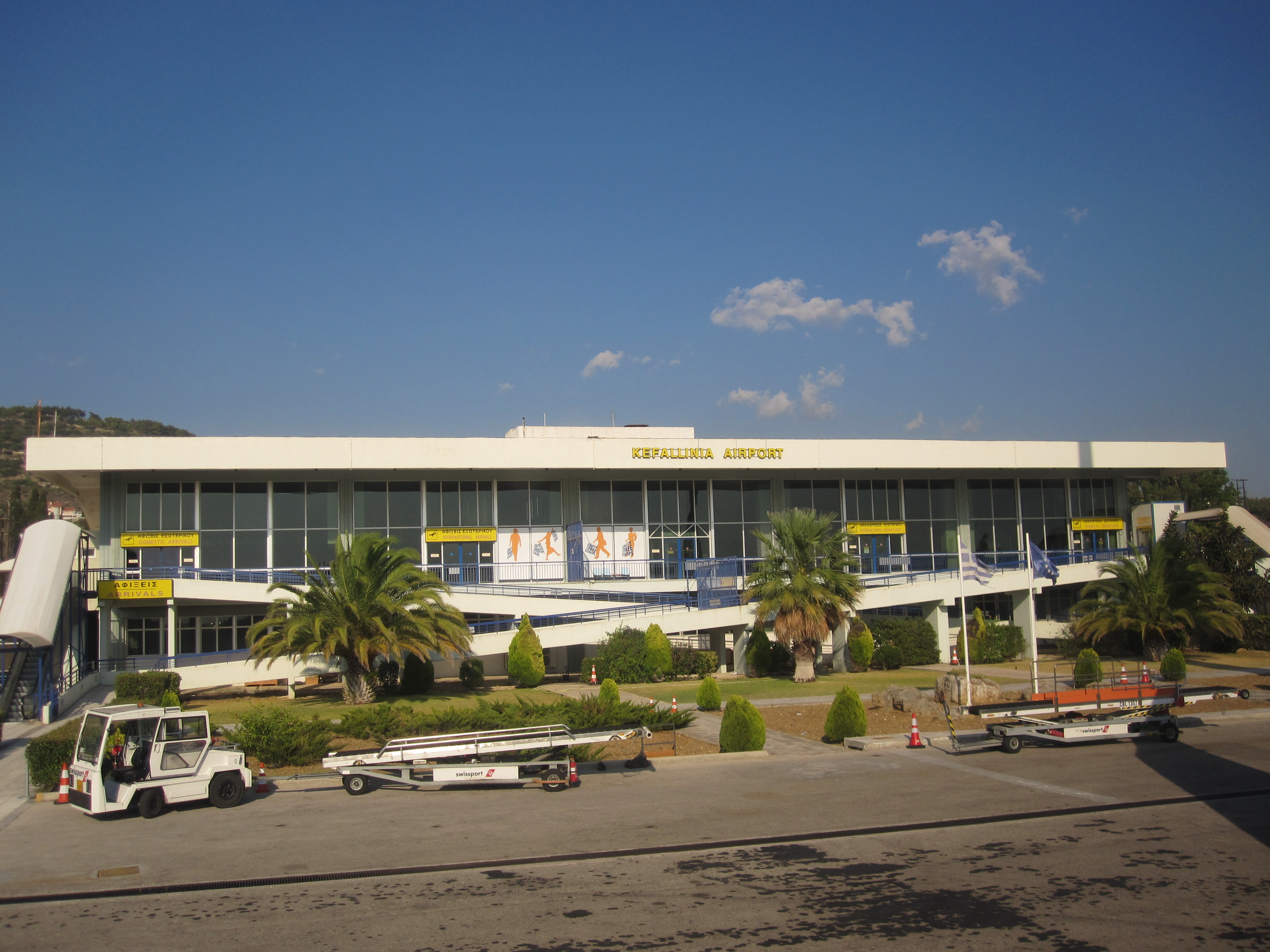
Das alte (mittlerweile abgerissene) Terminal des Flughafens

Der Flughafen Kefalonia wurde 1971 eröffnet und wurde nur von Olympic Airlines mit Flugzeugen des Typs YS-11 von Athen aus angeflogen, zuvor war die Insel nur über Fähren und Hubschrauberservice (Airtaxi) zu erreichen. Eine Besonderheit war eine Flugverbindung, die mehreren Ionischen Inseln verband, und daher „Leoforio“ (griech. für Linienbus) genannt wurde. Sie existierte bis etwa 2005. In den 1980er Jahren wurde das (mittlerweile abgerissene) Terminal gebaut und die Landebahn verlängert. In dieser Zeit bot auch erstmals von Deutschland aus Aero Lloyd Flüge ab Frankfurt an. Benannt war der Flughafen nach Odysseus, um 2010 wurde der Flughafen nach Anna Pollatou umbenannt, einer Olympionikin (Rhythmische Sportgymnastik) aus Kefalonia.
Im Dezember 2015 wurde die Privatisierung des Flughafens Kefalonia und 13 weiterer griechischer Regionalflughäfen mit der Unterzeichnung einer Vereinbarung zwischen dem Joint Venture zwischen der Fraport AG und der Copelouzos Group und dem staatlichen Privatisierungsfonds abgeschlossen. Die Konzession hat eine Laufzeit von 40 Jahren ab dem Zeitpunkt der Betriebsübernahme am 11. April 2017 und umfasst die Festlandflughäfen Thessaloniki, Aktion und Kavala sowie die Flughäfen auf den Inseln Kreta (Chania), Kefalonia, Korfu, Kos, Mykonos, Mytilini, Rhodos, Samos, Santorin, Skiathos und Zakynthos. Der griechische Staat bleibt Grundeigentümer und bleibt mit 28,5 % am operativen Geschäft beteiligt. Neben dem Kaufpreis in Höhe von 1,234 Mrd. € für die Flughäfen verpflichtete sich die Gesellschaft weitere 400 Mio. € bis 2021 zu investieren. In Kefalonia erfolgte der Abriss des alten Passagierterminals und die Neuerrichtung eines neuen in zwei Schritten.

## Infrastruktur
Der Flughafen verfügt über einen Tower und ein Terminal. Der Transfer in die Stadt findet fast überwiegend über Taxis und Mietwagen statt, Busse der KTEL verkehren nur bei Flügen von und zum Hafen von Argostoli zur Fähre nach Lixouri. Autovermieter haben Büros direkt am Flughafen.

## Fluggesellschaften und Ziele
Vom Flughafen Kefalonia werden 30 Destinationen in elf Ländern von 18 Fluggesellschaften bedient. Viele Destinationen befinden sich in Großbritannien, Griechenland und Italien, wenige auch in Deutschland, Österreich, Norwegen, Niederlande, Israel, Rumänien und Frankreich. Kefalonia wird ganzjährig von Inlandsfluggesellschaften wie Aegean Airlines und Sky Express ab Athen bzw. den Nachbarinseln angeflogen. Im Sommer wird das Angebot von Billigfluggesellschaften (z. B. Ryanair, easyJet, Jet2.com, Volotea oder Transavia), Urlaubsfluggesellschaften (z. B. TUIfly, Smartwings, Discover Airlines oder Jet2.com), Flagcarrier (z. B. Austrian Airlines, British Airways, ITA Airways) ergänzt.
| Fluggesellschaft    | Ziele                                                                                             |
| ------------------- | ------------------------------------------------------------------------------------------------- |
| Aegean Airlines     | Athen                                                                                             |
| Animawings          | saisonal: Bukarest                                                                                |
| Austrian Airlines   | saisonal: Wien                                                                                    |
| British Airways     | saisonal: London-Heathrow                                                                         |
| Condor              | saisonal: München                                                                                 |
| Discover Airlines   | saisonal: Frankfurt, München                                                                      |
| easyJet             | saisonal: Manchester, London-Gatwick, Nizza, Mailand-Malpensa, Neapel                             |
| El Al               | saisonal: Tel Aviv                                                                                |
| ITA Airways         | saisonal: Rom-Fiumicino                                                                           |
| Jet2.com            | saisonal: London-Stansted, Bristol, Birmingham, Nottingham, Manchester, Leeds, Newcastle, Glasgow |
| Norwegian           | saisonal: Oslo-Gardermoen                                                                         |
| Ryanair             | saisonal: London-Stansted, Wien, Pisa, Mailand-Bergamo, Rom-Fiumicino                             |
| SkyAlps             | saisonal: Bozen                                                                                   |
| Sky Express         | saisonal: Athen, Preveza/Lefkada, Zakynthos                                                       |
| Smartwings          | saisonal: Prag                                                                                    |
| Transavia           | saisonal: Amsterdam, Paris-Orly                                                                   |
| TUI fly Netherlands | saisonal: Amsterdam                                                                               |
| Volotea             | saisonal: Bari, Neapel                                                                            |